# Pulau Bangkai
Pulau Bangkai är en ö i Indonesien.   Den ligger i provinsen Bengkulu, i den västra delen av landet, 500 km väster om huvudstaden Jakarta.